# Pauchil Dos los Cocos
Pauchil Dos los Cocos är en ort i Mexiko.   Den ligger i kommunen Simojovel och delstaten Chiapas, i den sydöstra delen av landet, 700 km öster om huvudstaden Mexico City. Pauchil Dos los Cocos ligger 591 meter över havet och antalet invånare är 165.
Terrängen runt Pauchil Dos los Cocos är kuperad åt nordost, men åt sydväst är den bergig. Runt Pauchil Dos los Cocos är det ganska tätbefolkat, med 104 invånare per kvadratkilometer. Närmaste större samhälle är Simojovel de Allende, 2,8 km sydost om Pauchil Dos los Cocos. Omgivningarna runt Pauchil Dos los Cocos är en mosaik av jordbruksmark och naturlig växtlighet.